# Square Maréchal Montgomery
Pour les articles homonymes, voir Montgomery.
Le square Maréchal Montgomery (en néerlandais : Maarschalk Montgomeryplein) est un rond-point majeur de la région bruxelloise à Woluwe-Saint-Pierre, souvent appelé rond-point Montgomery. Il est nommé en l’honneur du maréchal Bernard Montgomery. 

## Situation
Le rond-point est situé à l’intersection de l’avenue de Tervueren (N3), des boulevards Brand Whitlock et Saint-Michel (R21), et de l’avenue de Broqueville. Il donne son nom à la station de métro et prémétro Montgomery. Ce rond point est composé de 8 sorties.

## Patrimoine

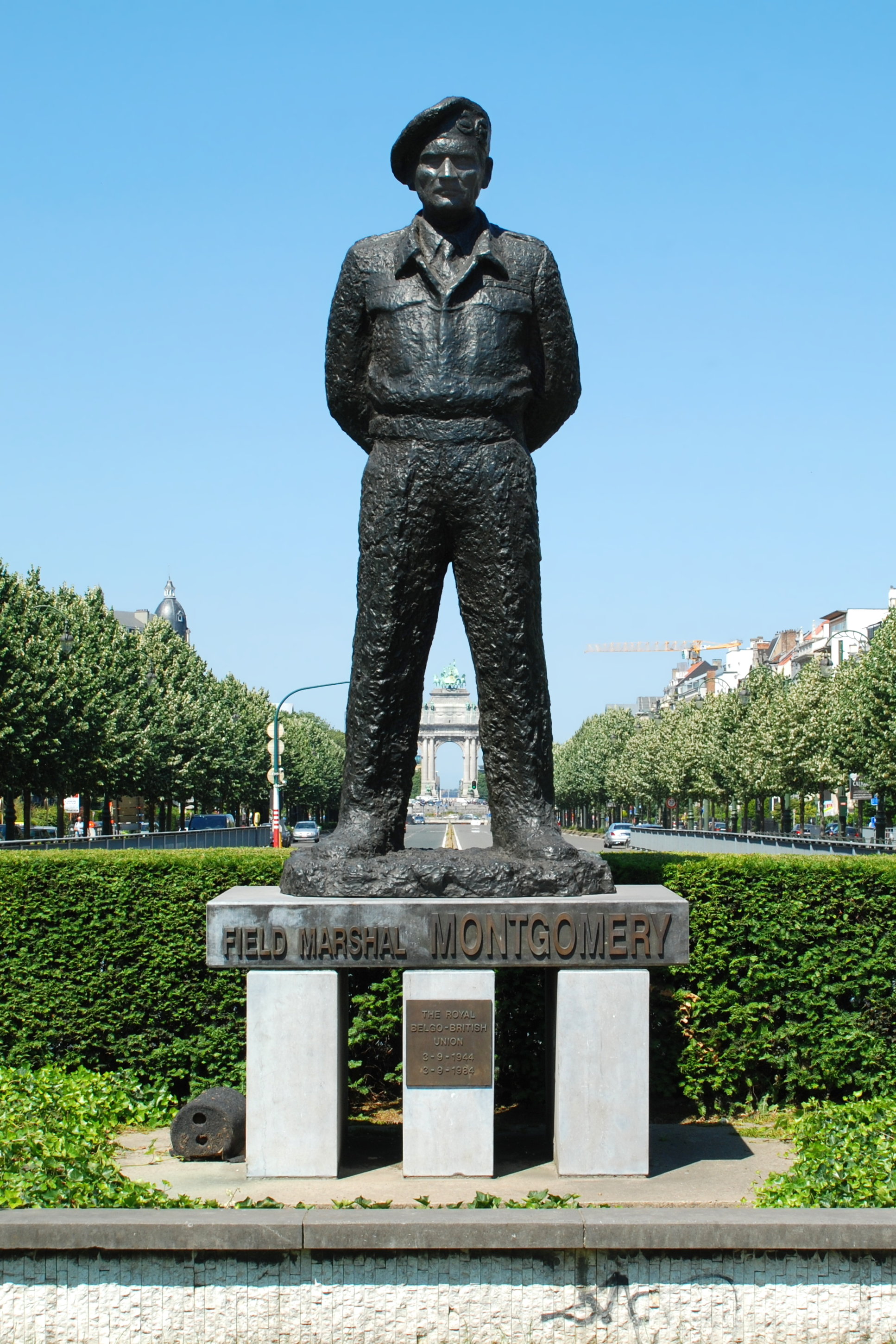
Statue du maréchal Montgomery.

À l'est du rond-point, surplombant le tunnel de l'avenue de Tervueren, se dresse la statue du maréchal Montgomery, réalisée par le sculpteur Oscar Nemon (1906 - 1985) et inaugurée le 7 septembre 1980, date anniversaire de la première visite de « Monty » à Bruxelles le 7 septembre 1944,,.

## Voie d'accès

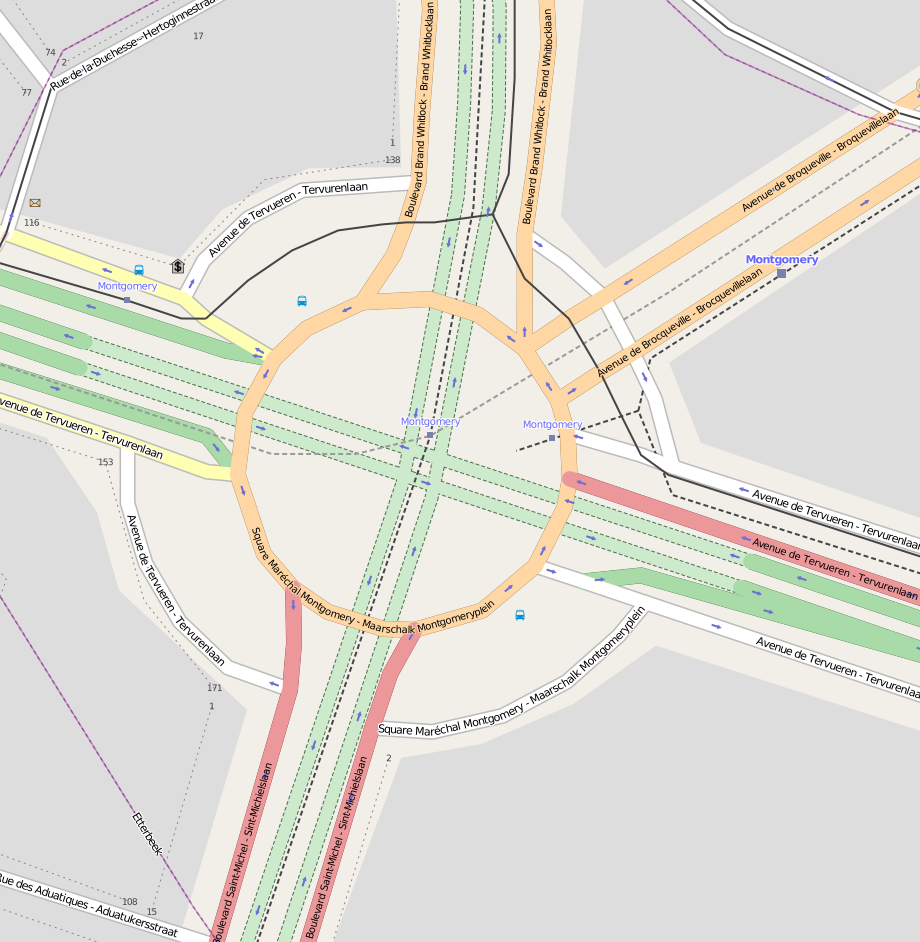

| ___ | Ce site est desservi par la station de métro : Montgomery. |